# سانست پوینت (کالیفرنیا)
سانست پوینت (به انگلیسی: Sunset Point) یک منطقهٔ مسکونی در ایالات متحده آمریکا است که در شهرستان کالاوراس، کالیفرنیا واقع شده‌است. سانست پوینت ۱٬۰۴۲ متر بالاتر از سطح دریا واقع شده‌است.